# Isola di Elena
L'isola di Elena (in russo Остров Елены, ostrov Eleny) è un'isola russa che fa parte dell'arcipelago dell'imperatrice Eugenia ed è bagnata dal mar del Giappone.
Amministrativamente appartiene al Frunzenskij rajon di Vladivostok, nel Territorio del Litorale, che è parte del Circondario federale dell'Estremo Oriente.

## Geografia
L'isola è situata nella parte settentrionale del golfo di Pietro il Grande a poche centinaia di metri dalla costa meridionale della penisola di Murav'ëv-Amurskij (полуостров Муравьёва-Амурского, poluostrov Murav'ëva-Amurskogo), e 6,5 km circa a sud del centro di Vladivostok. È bagnata a ovest dal golfo dell'Amur, a sud dalle acque della baia Novik, a nord dallo stretto del Bosforo orientale (пролив Босфор Восточный, proliv Bosfor Vostočnyj) che la separa dalla terraferma, e a est dal piccolo canale che la divide dall'isola Russkij.
L'isola di Elena è in realtà un'isola artificiale, creata dall'uomo nel 1898. In precedenza era l'estremità nord-occidentale della penisola Sapërnyj (полуостров Сапёрный), ovvero la parte orientale dell'isola Russkij. Misura poco meno di 1,7 km di lunghezza e 950 m di larghezza nei punti più ampi; ha una superficie di circa 1,45 km² e un'altitudine massima di 99 m s.l.m.
A est, dirimpetto al borgo chiamato Kanal sull'isola Russkij, si trova un piccolo agglomerato di case. Tuttavia l'isola non ha una popolazione residente, sebbene durante l'estate sia regolarmente visitata da turisti e villeggianti.

## Storia

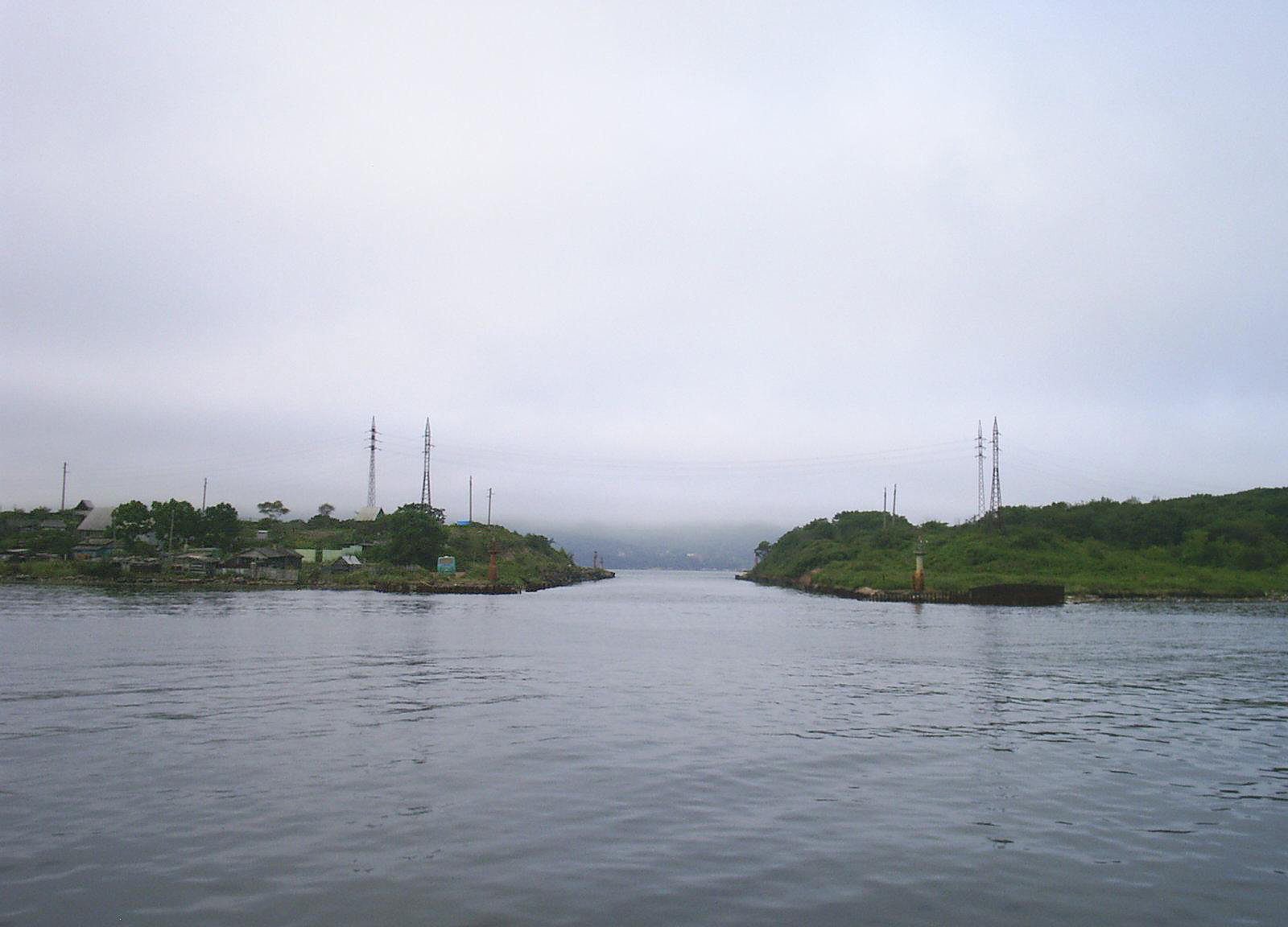
Il piccolo canale che separa Elena da Russkij.

L'isola è stata creata nel 1898 a seguito dello scavo del canale a scopo commerciale e per facilitare i trasporti tra Vladivostok e Russkij. Fu così chiamata in onore della figlia del proprietario di una fabbrica di laterizi situata sull'isola Russkij, i cui resti sono ancora oggi visibili. Dal 1930 al 1986 sull'isola di Elena erano installate parti per trasmissioni radio e fino al 1996 l'accesso a essa fu limitato.